# CTI Records
CTI Records (Creed Taylor Incorporated) bylo americké hudební vydavatelství specializující-se na jazzovou hudbu. Založil jej v roce 1967 producent Creed Taylor a až do roku 1970, kdy se stala společnou nezávislou, bylo její mateřskou společností vydavatelství A&M Records. Mezi hudebníky, kteří zde vydávali svá alba, patří například Yusef Lateef, George Benson, Wes Montgomery nebo Freddie Hubbard.